# Diatrypella melaleuca
Diatrypella melaleuca är en svampart som tillhör divisionen sporsäcksvampar, och som beskrevs av Kunze och Theodor Rudolph Joseph Nitschke. Diatrypella melaleuca ingår i släktet Diatrypella, och familjen Diatrypaceae. Arten är reproducerande i Sverige.